# Walther Lucht
Walther Lucht (Berlino, 26 febbraio 1882 – Heilbronn, 18 marzo 1949) è stato un generale tedesco, appartenente al corpo d'artiglieria.
Tra i generali della Germania nazionalsocialista nel corso del secondo conflitto mondiale, ottenne all'inizio del 1945 la croce di cavaliere della Croce di Ferro con fronde di quercia come riconoscimento per le abilità militari dimostrate, in particolare sul fronte russo. Walter Lucht venne catturato dalle forze americane nel maggio del 1945 e rimase in prigionia sino al 1948 quando venne rilasciato per motivi di salute. Morì nel 1949.